# چوب‌پری کاکلی
چوب‌پری کاکلی (نام علمی: Thalurania colombica) نام یک گونه از سرده چوب‌پری است.